# Chazeuil (Costa d'Or)
Chazeuil és un municipi francès, situat al departament de la Costa d'Or i a la regió de Borgonya - Franc Comtat. L'any 2007 tenia 222 habitants.

## Demografia

### Població
El 2007 la població de fet de Chazeuil era de 222 persones. Hi havia 88 famílies, de les quals 16 eren unipersonals (12 homes vivint sols i 4 dones vivint soles), 32 parelles sense fills, 36 parelles amb fills i 4 famílies monoparentals amb fills.
La població ha evolucionat segons el següent gràfic:
Habitants censats

### Habitatges
El 2007 hi havia 100 habitatges, 88 eren l'habitatge principal de la família, 6 eren segones residències i 6 estaven desocupats. Tots els 100 habitatges eren cases. Dels 88 habitatges principals, 81 estaven ocupats pels seus propietaris, 4 estaven llogats i ocupats pels llogaters i 3 estaven cedits a títol gratuït; 1 tenia una cambra, 2 en tenien dues, 9 en tenien tres, 16 en tenien quatre i 60 en tenien cinc o més. 87 habitatges disposaven pel capbaix d'una plaça de pàrquing. A 32 habitatges hi havia un automòbil i a 52 n'hi havia dos o més.

### Piràmide de població
La piràmide de població per edats i sexe el 2009 era:
| Homes | Edats   | Dones |
| ----- | ------- | ----- |
| 0     | 95 o +  | 0     |
| 0     | 90 a 94 | 0     |
| 0     | 85 a 89 | 4     |
| 0     | 80 a 84 | 0     |
| 8     | 75 a 79 | 12    |
| 12    | 70 a 74 | 8     |
| 0     | 65 a 69 | 0     |
| 4     | 60 a 64 | 4     |
| 4     | 55 a 59 | 4     |
| 16    | 50 a 54 | 4     |
| 4     | 45 a 49 | 4     |
| 4     | 40 a 44 | 4     |
| 8     | 35 a 39 | 8     |
| 4     | 30 a 34 | 4     |
| 8     | 25 a 29 | 12    |
| 8     | 20 a 24 | 4     |
| 4     | 15 a 19 | 4     |
| 4     | 10 a 14 | 4     |
| 0     | 5 a 9   | 8     |
| 4     | 0 a 4   | 8     |

## Economia
El 2007 la població en edat de treballar era de 144 persones, 109 eren actives i 35 eren inactives. De les 109 persones actives 99 estaven ocupades (53 homes i 46 dones) i 10 estaven aturades (3 homes i 7 dones). De les 35 persones inactives 19 estaven jubilades, 12 estaven estudiant i 4 estaven classificades com a «altres inactius».

### Ingressos
El 2009 a Chazeuil hi havia 85 unitats fiscals que integraven 225 persones, la mediana anual d'ingressos fiscals per persona era de 18.250 €.

### Activitats econòmiques
Dels 6 establiments que hi havia el 2007, 1 era d'una empresa de construcció, 1 d'una empresa de comerç i reparació d'automòbils, 1 d'una empresa de transport, 1 d'una empresa d'hostatgeria i restauració, 1 d'una empresa de serveis i 1 d'una empresa classificada com a «altres activitats de serveis».
Dels 2 establiments de servei als particulars que hi havia el 2009, 1 era un paleta i 1 restaurant.
L'any 2000 a Chazeuil hi havia 11 explotacions agrícoles.

## Equipaments sanitaris i escolars
El 2009 hi havia una escola maternal integrada dins d'un grup escolar amb les comunes properes formant una escola dispersa.

## Poblacions més properes
El següent diagrama mostra les poblacions més properes.